# Sablons (Gironde)
Sablons ist eine südwestfranzösische Gemeinde mit 1.315 Einwohnern (Stand: 1. Januar 2022) im Département Gironde in der Region Nouvelle-Aquitaine. Die Gemeinde gehört zum Arrondissement Libourne und zum Kanton Le Nord-Libournais.

## Lage
Sablons liegt etwa 37 Kilometer nordöstlich von Bordeaux. Der Fluss Isle bildet die westliche und nördliche Gemeindegrenze; der Palais begrenzt die Gemeinde im Süden. Umgeben wird Sablons von den Nachbargemeinden Guîtres im Norden, Coutras im Nordosten, Abzac im Osten, Saint-Denis-de-Pile im Süden, Bonzac im Westen und Südwesten sowie Saint-Martin-de-Laye im Westen und Nordwesten.

## Bevölkerungsentwicklung
| Jahr                       | 1962 | 1968 | 1975 | 1982 | 1990 | 1999 | 2006 | 2018 |
| Einwohner                  | 777  | 881  | 946  | 1016 | 1210 | 1182 | 1236 | 1307 |
| Quellen: Cassini und INSEE |      |      |      |      |      |      |      |      |

## Sehenswürdigkeiten

Kirche Saint-Martin

- Kirche Saint-Martin

## Gemeindepartnerschaften
Mit der rumänischen Gemeinde Munteni besteht seit 1996 eine Partnerschaft.

## Persönlichkeiten
- Jean-Claude Darouy (1944–2006), Steuermann